# Таджикская письменность

Герб Таджикской ССР в 1931—1935 годах. Название республики написано на таджикском языке латиницей и арабским письмом, а также на русском языке кириллицей

Таджикская письменность — письменность, используемая для записи таджикского языка. За время своего существования функционировала на разных графических основах и неоднократно реформировалась. В настоящее время таджикская письменность функционирует на кириллице. В истории таджикской письменности выделяются следующие этапы:
- IX век — 1930 год — письменность на основе арабского алфавита (до XV века как письменность классической персидско-таджикской литературы, позднее как письменность собственно таджикского языка)
- 1930—1940 годы — письменность на латинской основе
- с 1940 года — современная письменность на основе кириллицы[1]

Еврейско-таджикский диалект, на котором говорят бухарские евреи, традиционно записывался еврейским письмом, однако в XXI веке обычно записывается кириллицей или латиницей.

## История

### Арабское письмо

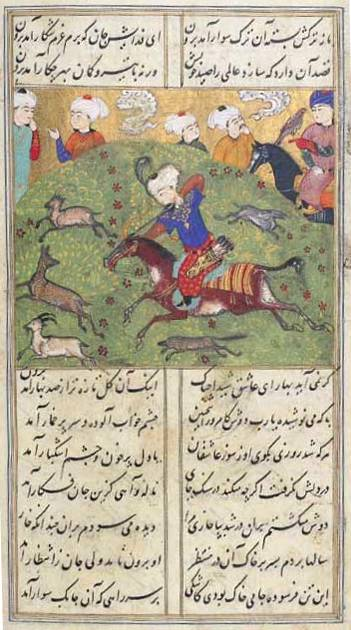
Иллюстрированный манускрипт Джами, таджикского поэта, со стихами, написанными персидским алфавитом

Письменность языка классической персидско-таджикской литературы на основе арабского алфавита возникла в IX веке. Этот алфавит включал все буквы арабского алфавита, а также 4 дополнительных знака для специфических звуков классического фарси, отсутствующих в арабском языке — پ ,چ ,گ ,ژ‎ ([ʒ], [g], [tʃ], [p]). После XV века оформился литературный таджикский язык с той же письменностью.
Таджикский алфавит на арабской графической основе:
| ا | ب | پ | ت | ث | ج | چ | ح | خ | د |
| ذ | ر | ز | ژ | س | ش | ص | ض | ط | ظ |
| ع | غ | ف | ق | ک | گ | ل | م | ن | و |
| ه | ی |   |   |   |   |   |   |   |   |

Арабское письмо имело ряд сложностей — у большинства букв есть четыре формы в зависимости от её положения в слове — изолированная, начальная, срединная и конечная. Кроме того на письме отображались лишь долгие гласные. После установления в Туркестане советской власти были предприняты попытки реформы таджикского алфавита с целью его упрощения. Так, на конференции, прошедшей в 1921 году в Ташкенте, было решено использовать только изолированные формы буквы и ввести последовательное написание всех гласных фонем. По этому проекту название города Самарканда стало писаться ﺱﻩﻡﻩﺭﻕﻩﻥﺩ‎ вместо سمرقند‎.
Арабский алфавит для таджикского языка был заменён латиницей в 1930 году, но ещё несколько лет продолжал использоваться даже в официальных сферах. В 1935 году отмечалось, что к тому моменту арабский алфавит полностью выведен из сферы образования, но всё ещё применяется в делопроизводстве и периодической печати. Окончательно использование арабского письма в официальных сферах было запрещено постановлением президиума ЦИК Таджикской ССР от 15 августа 1935 года. В качестве исключения оговаривалось, что газеты Горно-Бадахшанской АО могут публиковать на арабице до 10 % своих материалов.
В начале 1990-х годов, после получения Таджикистаном независимости, обсуждался вопрос о возврате таджикского языка к арабской письменности. По состоянию на 2019 год арабское письмо изучается в 7—8 классах таджикистанских школ, но возврат к нему не планируется.

### Латиница

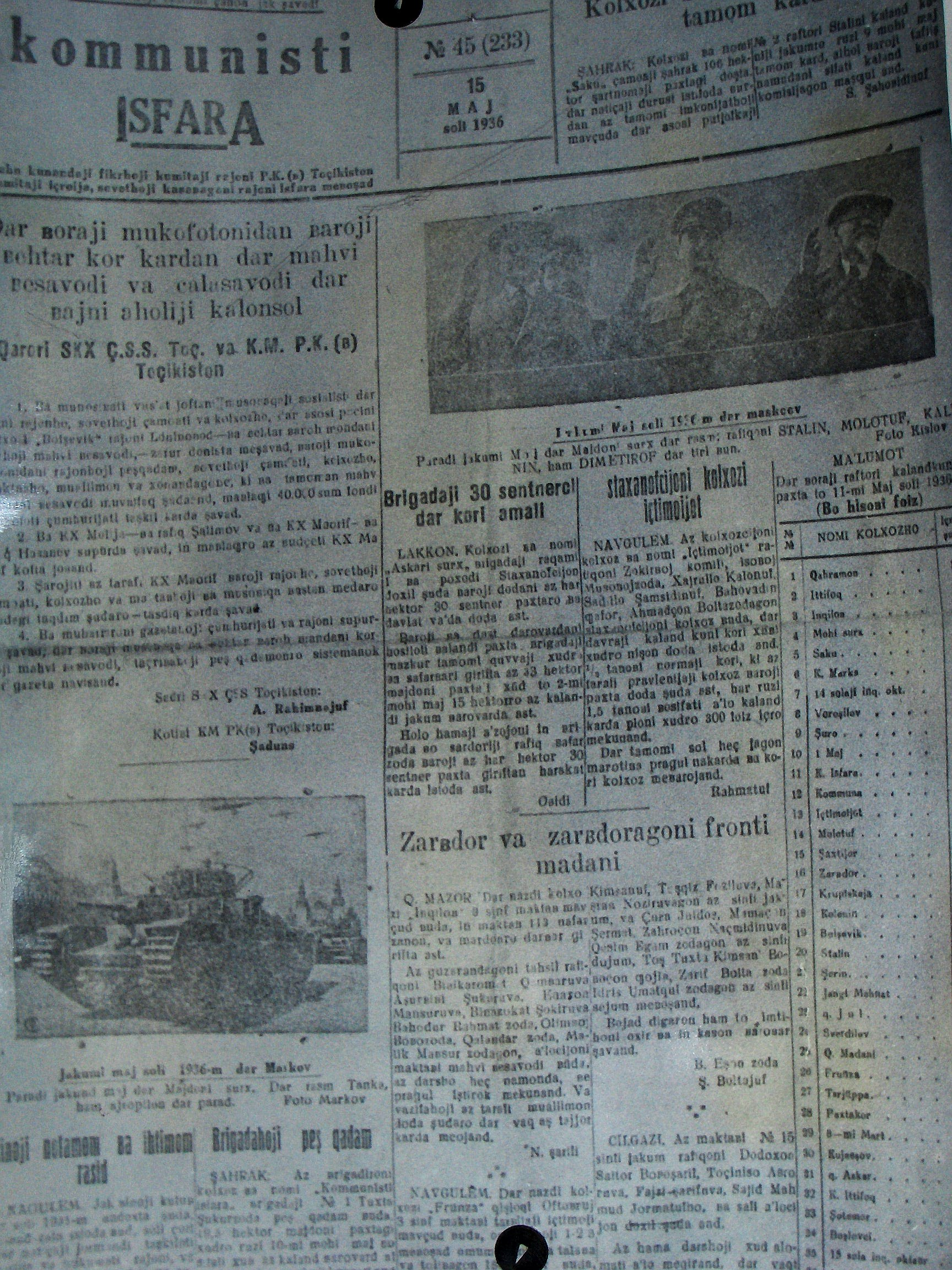
Первая полоса газеты «Коммунисти Исфара», 15 мая 1936 года

В 1920-х годах в СССР шёл процесс латинизации письменностей. Применительно к таджикскому языку первые шаги по латинизации были предприняты в 1927 году, когда был создан Центральный комитет нового таджикского алфавита. В том же году были представлены два первых проекта латинизированного алфавита, их авторами были А. Фитрат и А. А. Семёнов. Проекты были обсуждены на совещании в Самарканде 16 ноября 1927 года; итогом этого обсуждение стало принятие проекта Фитрата с рядом изменений. Принятый алфавит включал следующие буквы: a, b, c, ç, d, e, ә, f, g, ƣ, h, i, ī, j, k, l, m, n, o, p, q, r, s, ş, t, u, ū, v, x, z, ƶ, ’. Планируемый переход на латинский алфавит не был поддержан духовенством и частью национальной интеллигенции, однако работа над ним продолжилась. Проект Фитрата подвергся критике со стороны части интеллигенции, в частности А. Лахути, который указывал на то, что он в отношении вокализма ориентирован на фарси, а не на таджикский язык.
В апреле 1928 года ЦИК Таджикской АССР принял постановление «О необходимости введения нового таджикского алфавита», а в декабре того же года ЦИК выпустил обращение «ко всем трудящимся» о введении латинского алфавита, в котором также разъяснялись его преимущества перед старым арабским письмом.
На прошедшей 28 октября — 1 ноября 1928 года в Ташкенте конференции было решено отказаться от алфавита Фитрата и взять за основу проект авторства А. А. Фреймана. Фрейман предлагал отказаться от буквы ә, ввести знаки ů, y, а вместо букв ç, ƣ, ş, ƶ использовать č, γ, š, ž. В результате дискуссии конференция отказалась от буквы y, а также сохранила начертание букв ç, ş, ƶ. Наконец, на Первом таджикском лингвистическом съезда, прошедшем в августе 1930 года в Сталинабаде, алфавит был окончательно утверждён. По сравнению с вариантом 1928 года была исключена буква ů, а знак γ заменён на ƣ. Немногим ранее, в ноябре 1929, были введены заглавные буквы. Этот алфавит действовал до 1940 года.
Таджикский алфавит на основе латиницы, 1930—1940 годы:
| A a | B в | C c | Ç ç | D d | E e | F f | G g | Ƣ ƣ | H h | I i |
| Ī ī | J j | K k | L l | M m | N n | O o | P p | Q q | R r | S s |
| Ş ş | T t | U u | Ū ū | V v | X x | Z z | Ƶ ƶ | ’   |     |     |

### Кириллица

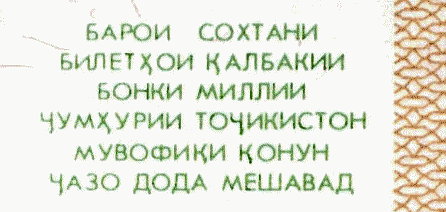
Текст на таджикской кириллице

Во второй половине 1930-х годов в СССР начался процесс перевода алфавитов на кириллицу. В 1938 году в Таджикистане состоялось республиканское совещание по вопросам языка и письменности. По результатам совещания историко-лингвистическому сектору Таджикской базы АН СССР было поручено подготовить проект таджикского кириллического алфавита. При составлении проекта наибольшие разногласия вызвал вопрос обозначения специфических звуков таджикского языка, отсутствующих в русском. Так, для обозначения [q], [dʒ], [h] предлагалось сохранить латинские буквы q, ç, h или записывать их кириллическими диграфами къ, дж, хъ. Проект таджикского алфавита был опубликован в газете «Коммунист Таджикистана» 18 июня 1939 года. Он включал все буквы русского алфавита кроме Щ щ и Ы ы, а также дополнительные знаки Ӷ ӷ, Ҷ ҷ, Ӣ ӣ, Қ қ, Ӯ ӯ, Ҳ ҳ. 25 января 1940 года был опубликован новый вариант алфавита, в который были добавлены буквы Щ щ и Ы ы, а буква Ӷ ӷ заменена на Ғ ғ. Однако прошедшее в феврале того же года республиканское совещание по новому алфавиту отвергло этот проект и утвердило вариант 1939 года. 21 мая 1940 Верховный совет Таджикской ССР принял закон о переводе таджикского алфавита на кириллицу в срок до 1 сентября 1941 года. В итоговый алфавит вошли следующие буквы: А а, Б б, В в, Г г, Д д, Е е, Ё ё, Ж ж, З з, И и, Й й, К к, Л л, М м, Н н, О о, П п, Р р, С с, Т т, У у, Ф ф, Х х, Ц ц, Ч ч, Ш ш, Ъ ъ, Ь ь, Э э, Ю ю, Я я, Ғ ғ, Ӣ ӣ, Қ қ, Ӯ ӯ, Ҳ ҳ, Ҷ ҷ.
В 1954 году в таджикский алфавит были введены буквы Щ щ и Ы ы для написания заимствованных из русского языка слов. В 1998 году из алфавита были исключены буквы Ц ц, Щ щ, Ы ы, Ь ь, после чего он принял современный вид.
Действующий таджикский кириллический алфавит:
| А а | Б б | В в | Г г | Ғ ғ | Д д | Е е | Ё ё | Ж ж | З з |
| И и | Ӣ ӣ | Й й | К к | Қ қ | Л л | М м | Н н | О о | П п |
| Р р | С с | Т т | У у | Ӯ ӯ | Ф ф | Х х | Ҳ ҳ | Ч ч | Ҷ ҷ |
| Ш ш | Ъ ъ | Э э | Ю ю | Я я |     |     |     |     |     |

В 2010 году предлагалось отказаться также от букв Е е, Ё ё, Ю ю, Я я.

## Письменность еврейско-таджикского диалекта

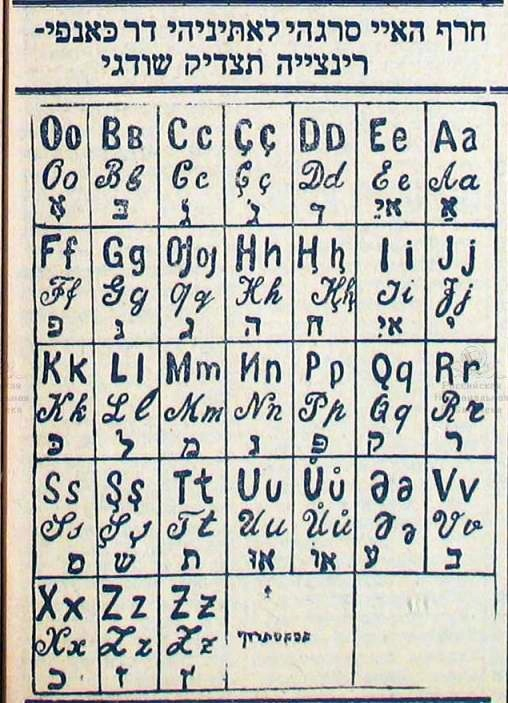
Еврейско-таджикский алфавит из газеты «Байроки михнат» (1930)

Еврейско-таджикский диалект исторически пользовался еврейским алфавитом (так называемым восточным раши в письме и квадратным шрифтом в печати). В 1928—1940 годах письменный еврейско-таджикский диалект в СССР пользовался латинским алфавитом. Первый вариант латиницы для еврейско-таджикского языка был составлен в апреле 1928 года и выглядел так: a в d ә l n s r k m h t u x ş f p g o v z ⱨ ƣ q e c ç i j ә̦ ƶ.
В 1930 году в алфавит были внесены изменения: введены заглавные буквы, исключена буква ә̦, введена буква Ů ů. На орфографической конференции в августе 1934 года из алфавита была исключена буква Ⱨ ⱨ, а буква Ů ů заменена на Ū ū. 5 февраля 1935 года это решение было узаконено приказом № 112 народного комиссариата просвещения Узбекской ССР.
В итоге поздняя версия советской латиницы выглядела так:A a, B в, C c, Ç ç, D d, E e, F f, G g, Ƣ ƣ, H h, I i, J j, K k, L l, M m, N n, O o, P p, Q q, R r, S s, Ş ş, T t, U u, Ū ū, V v, X x, Z z, Ƶ ƶ, Ә ә.
В настоящее время печатная литература на еврейско-таджикском диалекте издаётся преимущественно на кириллице. В отдельных работах используется также латинский алфавит, близкий к узбекскому.
Современный кириллический алфавит: А а, Б б, В в, Г г, Д д, Е е, Ё ё, Ж ж, З з, И и, Й й, К к, Л л, М м, Н н, О о, П п, Р р, С с, Т т, У у, Ф ф, Х х, Ц ц, Ч ч, Ш ш, Ъ ъ, Э э, Ю ю, Я я, Ғ ғ, Ӣ ӣ, Қ қ, Ӯ ӯ, Ҳ ҳ, Ҷ ҷ.
Современный латинизированный алфавит: A a, B в, C c, Ch ch, D d, E e, F f, G g, Gh gh, H h, I i, J j, K k, L l, M m, N n, O o, P p, Q q, R r, S s, Sh sh, T t, Ts ts, U u, U' u', V v, X x, Y y, Yi yi, Z z, Zh zh.

## Стандарты транслитерации
Ниже приведены различные правила транслитерации таджикского алфавита:
| Кириллица | ISO 9 (1995) 1 | KNAB (1981) 2 | ALA-LC 3 | WWS (1996) 4 | Allworth 5 | BGN/PCGN 6 |
| --------- | -------------- | ------------- | -------- | ------------ | ---------- | ---------- |
| А а       | a              | a             | a        | a            | a          | a          |
| Б б       | b              | b             | b        | b            | b          | b          |
| В в       | v              | v             | v        | v            | v          | v          |
| Г г       | g              | g             | g        | g            | g          | g          |
| Ғ ғ       | ġ              | gh            | gh       | ḡ            | gh         | gh         |
| Д д       | d              | d             | d        | d            | d          | d          |
| Е е       | e              | e, ye         | e        | e            | ye‐, ‐e‐   | e          |
| Ё ё       | ë              | yo            | ë        | ë            | yo         | yo         |
| Ж ж       | ž              | zh            | zh       | ž            | zh         | zh         |
| З з       | z              | z             | z        | z            | z          | z          |
| И и       | i              | i             | i        | i            | i          | i          |
| Ӣ ӣ       | ī              | ī             | ī        | ī            | ī          | í          |
| Й й       | j              | y             | ĭ        | j            | y          | y          |
| К к       | k              | k             | k        | k            | k          | k          |
| Қ қ       | ķ              | q             | q        | ķ            | q          | q          |
| Л л       | l              | l             | l        | l            | l          | l          |
| М м       | m              | m             | m        | m            | m          | m          |
| Н н       | n              | n             | n        | n            | n          | n          |
| О о       | o              | o             | o        | o            | o          | o          |
| П п       | p              | p             | p        | p            | p          | p          |
| Р р       | r              | r             | r        | r            | r          | r          |
| С с       | s              | s             | s        | s            | s          | s          |
| Т т       | t              | t             | t        | t            | t          | t          |
| У у       | u              | u             | u        | u            | u          | u          |
| Ӯ ӯ       | ū              | ū             | ū        | ū            | ū          | ŭ          |
| Ф ф       | f              | f             | f        | f            | f          | f          |
| Х х       | h              | kh            | kh       | x            | kh         | kh         |
| Ҳ ҳ       | ḩ              | h             | ḣ        | x̦            | h          | h          |
| Ч ч       | č              | ch            | ch       | č            | ch         | ch         |
| Ҷ ҷ       | ç              | j             | j        | č̦            | j          | j          |
| Ш ш       | š              | sh            | sh       | š            | sh         | sh         |
| Ъ ъ       |                | ‘             |          |              | ’’         | ’          |
| Э э       | è              | è, e          | ė        | è            | ë          | ė          |
| Ю ю       | û              | yu            | i͡u       | ju           | yu         | yu         |
| Я я       | â              | ya            | i͡a       | ja           | ya         | ya         |

Примечания:
1. ISO 9 — спецификация ISO 9
2. KNAB — сведения из топонимической базы Института эстонского языка
3. ALA-LC — стандарт Библиотеки Конгресса и Американской библиотечной ассоциации
4. WWS — таблица из книги Бернарда Комри «World’s Writing Systems». New York, 1996
5. Из книги Эдварда Олуорта «Nationalities of the Soviet East. Publications and Writing Systems». New York, 1971
6. BGN/PCGN — стандарт United States Board on Geographic Names[англ.] и Permanent Committee on Geographical Names for British Official Use[англ.]

## Частотность букв таджикского языка
Первые исследования по частоте встречаемости букв в таджикском языке были предприняты в 2010 году и связывались с определениями «наилучшей» раскладки букв на компьютерной клавиатуре и объёма репрезентативной выборки для получения достоверных статистических результатов. Ниже приведены результаты на основе статистической обработки произведений отдельных поэтов и писателей, сформирована общая картина частотности букв в классической и современной таджикской литературе.

## Образец текста
| Кириллица | Арабское письмо | Латиница | Перевод |
| --- | --- | --- | --- |
| Тамоми одамон озод ва аз лиҳози шарафу ҳуқуқ бо ҳам баробар ба дунё меоянд. Онҳо соҳиби ақлу виҷдонанд ва бояд бо якдигар муносибати бародарона дошта бошанд. | تمام آدمان آزاد و از لحاظ شرف حقوق با هم برابر به دنیا می‌آیند. آنها صاحب عقل و وجدانند و باید با یکدیگر مناسبت برادران داشت باشند | Tamomi odamon ozod va az lihozi şarafu huquq bo ham barobar ba dunjo meojand. Onho sohibi aqlu viçdonand va bojad bo jakdigar munosibati barodarona doşta boşand. | Все люди рождаются свободными и равными в своем достоинстве и правах. Они наделены разумом и совестью и должны поступать в отношении друг друга в духе братства. |

## Сравнительная таблица
Таблица со сравнением письменностей для таджикского языка. Латиница приведена по стандарту 1929 года, кириллица — по стандарту 1998 года.
| Кириллица | Латиница | Арабское письмо | МФА       |
| --------- | -------- | --------------- | --------- |
| А а       | A a      | َ, اَ ,ﻋ َ‎         | [a]       |
| Б б       | B ʙ      | ﺏ‎               | [b]       |
| В в       | V v      | و‎               | [v]       |
| Г г       | G g      | گ‎               | [ɡ]       |
| Ғ ғ       | Ƣ ƣ      | ﻍ‎               | [ʁ]       |
| Д д       | D d      | ﺩ‎               | [d]       |
| Е е       | E e      | ی‎               | [e], [je] |
| Ё ё       | Jo jo    | یا‎              | [jɒ]      |
| Ж ж       | Ƶ ƶ      | ژ‎               | [ʒ]       |
| З з       | Z z      | ﺽ ,ﻅ ,ﺫ ,ﺯ‎      | [z]       |
| И и       | I i      | اِ , ِ , ِﻋ ,ﻳ‎     | [i], [iː] |
| Ӣ ӣ       | Ī ī      | ی‎               | [iː]      |
| Й й       | J j      | ی‎               | [j]       |
| К к       | K k      | ک‎               | [k]       |
| Қ қ       | Q q      | ﻕ‎               | [q]       |
| Л л       | L l      | ﻝ‎               | [l]       |
| М м       | M m      | ﻡ‎               | [m]       |
| Н н       | N n      | ﻥ‎               | [n]       |
| О о       | O o      | آ ,ا ,عا‎        | [ɒ]       |
| П п       | P p      | پ‎               | [p]       |
| Р р       | R r      | ﺭ‎               | [ɾ]       |
| С с       | S s      | ﺙ ,ﺹ ,ﺱ‎         | [s]       |
| Т т       | T t      | ﺕ ,ﻁ‎            | [t]       |
| У у       | U u      | اُ , ُ ,و ,ﻋ ُ‎     | [u], [uː] |
| Ӯ ӯ       | Ū ū      | اُ ,و ُ ,ﻋ ُ‎       | [ʉ]       |
| Ф ф       | F f      | ﻑ‎               | [f]       |
| Х х       | X x      | ﺥ‎               | [χ]       |
| Ҳ ҳ       | H h      | ﺡ ,ﻫ‎            | [h]       |
| Ч ч       | C c      | چ‎               | [tʃ]      |
| Ҷ ҷ       | Ç ç      | ﺝ‎               | [dʒ]      |
| Ш ш       | Ş ş      | ﺵ‎               | [ʃ]       |
| ъ         | ’        | ﻉ‎               | [ʔ]       |
| Э э       | E e      | ا ,ﻋ‎            | [e]       |
| Ю ю       | Ju ju    | ﻳ ,يو‎           | [ju]      |
| Я я       | Ja ja    | ﻳ ,يه‎           | [ja]      |